# Ricoh Open 2017
Ricoh Open 2017 — тенісний турнір, що проходив на відкритих кортах з трав'яним покриттям. Це був 28-й за ліком Rosmalen Grass Court Championships. Належав до категорії 250 у рамках Туру ATP 2017, а також до категорії International у рамках Туру WTA 2017. І чоловічі, і жіночі змагання відбулись у парку Autotron у Rosmalen (Нідерланди). Тривав з 12 до 18 червня 2017 року.

## Учасники основної сітки в рамках чоловічого турніру

### Сіяні учасники
| Країна          | Гравчиня         | Рейтинг1 | Сіяна |
| --------------- | ---------------- | -------- | ----- |
| Хорватія        | Марин Чилич      | 8        | 1     |
| Німеччина       | Олександр Звєрєв | 10       | 2     |
| Хорватія        | Іво Карлович     | 24       | 3     |
| Люксембург      | Жіль Мюллер      | 27       | 4     |
| Бельгія         | Стів Дарсіс      | 38       | 5     |
| Нідерланди      | Робін Гаасе      | 46       | 6     |
| Франція         | Ніколя Маю       | 48       | 7     |
| Велика Британія | Аляж Бедене      | 52       | 8     |

- 1 Рейтинг подано станом на 29 травня 2017.

### Інші учасниці
Нижче наведено учасниць, які отримали вайлд-кард на участь в основній сітці:
- Tallon Griekspoor
- Стефан Козлов
- Олександр Звєрєв

Учасниця, що потрапила в основну сітку завдяки захищеному рейтингові:
- Танасі Коккінакіс

Нижче наведено гравчинь, які пробились в основну сітку через стадію кваліфікації:
- Тацума Іто
- Данило Медведєв
- Денис Новіков
- Вашек Поспішил

Такі тенісистки потрапили в основну сітку як Щасливі лузери:
- Жульєн Беннето
- Jason Jung

### Відмовились від участі
До початку турніру
- Хьон Чун → її замінила  Jason Jung
- Хуан Мартін дель Потро → її замінила  Євген Донской
- Рішар Гаске → її замінила  Джордан Томпсон
- Давід Ґоффен → її замінила  Михайло Южний
- Лу Єн-Сун → її замінила  Жульєн Беннето

## Учасниці основної сітки в парному розряді

### Сіяні пари
| Країна     | Гравчиня        | Країна   | Гравчиня      | Рейтинг1 | Сіяна |
| ---------- | --------------- | -------- | ------------- | -------- | ----- |
| Польща     | Лукаш Кубот     | Бразилія | Марсело Мело  | 14       | 1     |
| ПАР        | Равен Класен    | США      | Ражів Рам     | 28       | 2     |
| Нідерланди | Жан-Жульєн Роєр | Румунія  | Горія Текеу   | 46       | 3     |
| Франція    | Фабріс Мартен   | Канада   | Деніел Нестор | 55       | 4     |

- 1 Рейтинг подано станом на 29 травня 2017.

### Інші учасниці
Нижче наведено пари, які отримали вайлдкард на участь в основній сітці:
- Tallon Griekspoor /  David Pel
- Танасі Коккінакіс /  Олександр Звєрєв

## Учасниці основної сітки в рамках жіночого турніру

### Сіяні пари
| Країна     | Гравчиня            | Рейтинг1 | Сіяна |
| ---------- | ------------------- | -------- | ----- |
| Словаччина | Домініка Цібулкова  | 7        | 1     |
| Франція    | Крістіна Младенович | 14       | 2     |
| Нідерланди | Кікі Бертенс        | 18       | 3     |
| США        | Коко Вандевей       | 20       | 4     |
| Хорватія   | Ана Конюх           | 30       | 5     |
| Угорщина   | Тімеа Бабош         | 35       | 6     |
| Україна    | Леся Цуренко        | 42       | 7     |
| Чехія      | Крістина Плішкова   | 44       | 8     |

- 1 Рейтинг подано станом на 29 травня 2017.

### Інші учасниці
Нижче наведено учасниць, які отримали вайлд-кард на участь в основній сітці:
- Домініка Цібулкова
- Анна Калинська
- Аранча Рус

Нижче наведено гравчинь, які пробились в основну сітку через стадію кваліфікації:
- Андреа Главачкова
- Мію Като
- Тамара Корпач
- Петра Крейсова
- Корнелія Лістер
- Антонія Лоттнер

Як щасливий лузер в основну сітку потрапили такі гравчині:
- Ейжа Мугаммад

### Відмовились від участі
До початку турніру
- Анніка Бек → її замінила  Кірстен Фліпкенс
- Алізе Корне → її замінила  Медісон Бренгл
- Олена Остапенко → її замінила  Олександра Соснович
- Ярослава Шведова → її замінила  Ейжа Мугаммад

## Учасниці основної сітки в парному розряді

### Сіяні пари
| Країна     | Гравчиня       | Країна          | Гравчиня          | Рейтинг1 | Сіяна |
| ---------- | -------------- | --------------- | ----------------- | -------- | ----- |
| Угорщина   | Тімеа Бабош    | Чехія           | Андреа Главачкова | 22       | 1     |
| Нідерланди | Кікі Бертенс   | Нідерланди      | Демі Схюрс        | 93       | 2     |
| Швейцарія  | Ксенія Нолл    | США             | Коко Вандевей     | 93       | 3     |
| США        | Ніколь Мелічар | Велика Британія | Анна Сміт         | 122      | 4     |

- 1 Рейтинг подано станом на 29 травня 2017.

### Інші учасниці
Нижче наведено пари, які отримали вайлдкард на участь в основній сітці:
- Рішель Гогеркамп /  Аранча Рус
- Келлі Верстег /  Еріка Вогелсанг

## Переможниці та фіналістки

### Одиночний розряд, чоловіки
- Жіль Мюллер —  Іво Карлович, 7–6(7–5), 7–6(7–4)

### Одиночний розряд, жінки
- Анетт Контавейт —  Наталія Віхлянцева, 6–2, 6–3

### Парний розряд, чоловіки
- Лукаш Кубот /  Марсело Мело —  Равен Класен /  Ражів Рам, 6–3, 6–4

### Парний розряд, жінки
- Домініка Цібулкова /  Кірстен Фліпкенс —  Кікі Бертенс /  Демі Схюрс, 4–6, 6–4, [10–6]